# Verkiezingen voor het Europees Parlement 2004
De Europees Parlementsverkiezingen 2004 waren de zesde verkiezingen voor een rechtstreeks gekozen Europees Parlement, voor de zittingsperiode 2004-2009. Zij vonden plaats van 10 t/m 13 juni 2004. Er werd in alle 25 lidstaten gestemd voor in totaal 732 parlementsleden.
In België werden de verkiezingen gehouden op 13 juni, in Nederland op 10 juni. De definitieve uitslag werd op 14 juni 2004 bekendgemaakt.

Samenstelling na de verkiezingen van de delegatie van elke lidstaat

## Aantal zetels per land
| Lidstaat            | 2004 | 2007 |
| ------------------- | ---- | ---- |
| België              | 24   | 24   |
| Bulgarije           | -    | 18   |
| Cyprus              | 6    | 6    |
| Denemarken          | 14   | 14   |
| Duitsland           | 99   | 99   |
| Estland             | 6    | 6    |
| Finland             | 14   | 14   |
| Frankrijk           | 78   | 78   |
| Griekenland         | 24   | 24   |
| Hongarije           | 24   | 24   |
| Ierland             | 13   | 13   |
| Italië              | 78   | 78   |
| Letland             | 9    | 9    |
| Litouwen            | 13   | 13   |
| Luxemburg           | 6    | 6    |
| Malta               | 5    | 5    |
| Nederland           | 27   | 27   |
| Oostenrijk          | 18   | 18   |
| Polen               | 54   | 54   |
| Portugal            | 24   | 24   |
| Roemenië            | -    | 35   |
| Slovenië            | 7    | 7    |
| Slowakije           | 14   | 14   |
| Spanje              | 54   | 54   |
| Tsjechië            | 24   | 24   |
| Verenigd Koninkrijk | 78   | 78   |
| Zweden              | 19   | 19   |
| totaal              | 732  | 785  |

## Zetelverdeling naar fractie
De zetelverdeling in het Europees Parlement was na de verkiezingen van 2004 als volgt:
| Fractie | Fractie                                           | Aantal zetels in | Aantal zetels in | Zetelverdeling (grafisch) |
| Fractie | Fractie                                           | 2004             | 2009             | Zetelverdeling (grafisch) |
| ------- | ------------------------------------------------- | ---------------- | ---------------- | ------------------------- |
|         | Europese Volkspartij en Europese Democraten       | 268              | 288              | 2004                      |
|         | Partij van de Europese Sociaaldemocraten          | 200              | 217              | 2004                      |
|         | Alliantie van Liberalen en Democraten voor Europa | 88               | 100              | 2004                      |
|         | De Groenen/Vrije Europese Alliantie               | 42               | 43               | 2004                      |
|         | Europees Unitair Links/Noords Groen Links         | 41               | 41               | 2004                      |
|         | Onafhankelijkheid/Democratie                      | 37               | 22               | 2004                      |
|         | Unie voor een Europa van Nationale Staten         | 27               | 44               | 2004                      |
|         | niet-fractiegebonden leden                        | 29               | 30               | 2004                      |
| totaal  | totaal                                            | 732              | 785              | 2004                      |